# Cantone di Nangaritza
Il cantone di Nangaritza è un cantone dell'Ecuador che si trova nella provincia di Zamora Chinchipe.
Il capoluogo del cantone è Guayzimi.

## Suddivisione
Il cantone è suddiviso in tre Parrocchie (parroquias):
- Parrocchia urbana: Guayzimi;
- Parrocchie rurali: Zurmi e Nuevo Paraiso.